# مدرسه حقوق کرنل
مدرسه حقوق کرنل(به انگلیسی: Cornell Law School) دانشکده حقوق دانشگاه کرنل، یک دانشگاه خصوصی است که در ایتاکا، نیویورک واقع شده‌است. این یکی از پنج مدرسه‌های حقوق آیوی لیگ است و سه مدرک حقوق (جی‌دی ، ال‌ال‌ام و جی اس دی) را به همراه چندین برنامه درجه دو با همکاری سایر مدارس حرفه‌ای در دانشگاه ارائه‌می‌دهد. این مدرسه در سال ۱۸۸۷ به عنوان بخش حقوقی کورنل تأسیس‌شد، امروز این مدرسه یکی از کوچکترین مؤسسات برتر جی‌دی در کشور است که هر ساله حدود دویست دانشجو فارغ‌التحصیل می‌شوند. از بدو تأسیس، مدرسه حقوق کرنل همیشه در بین مدارس برتر حقوق در کشور ("T-14") قرار گرفته‌است.
فارغ التحصیلان مدرسه حقوق کرنل شامل میرون چارلز تیلور، ادموند مسکی و ویلیام پی راجرز، ساموئل پیرس، تسای اینگ-ون، مری دانلون آلگر، سونگ سانگ هیون، و همچنین بسیاری از اعضای کنگره ایالات متحده، فرمانداران، دادستان‌های عمومی، قضات، دیپلمات‌ها و بازرگانان فدرال و ایالتی ایالات متحده.
مدرسه حقوق کرنل در مؤسسه اطلاعات حقوقی (LII)،  مجله مطالعات حقوقی تجربی،  بررسی حقوق کرنل،  مجله کورنل قانون و سیاست‌های عمومی و  مجله بین‌المللی حقوق کرنل قرار دارد. معاون فعلی دانشکده حقوق، ادواردو پالورور است که این نقش را در سال ۲۰۱۴ بر عهده گرفت.

## تاریخ
بخش حقوقی در کرنل در سال ۱۸۸۷ در هال موریل (دانشگاه کرنل) با قاضی داگلاس بردمن به عنوان اولین معاون خود افتتاح شد. در آن زمان پذیرش حتی به دیپلم دبیرستان احتیاج نداشت. در سال ۱۹۱۷، دو سال تحصیلات دانشگاهی برای پذیرش لازم بود و در سال ۱۹۲۴ به یک برنامه درجه فارغ‌التحصیل شد. این بخش در سال ۱۹۲۵ به دانشکده حقوق کرنل تغییر نام یافت. در سال ۱۸۹۰، جورج واشینگتن فیلدز یکی از اولین فارغ التحصیلان رشته حقوق در دانشکده حقوق، در ایالات متحده فارغ‌التحصیل شد. در سال ۱۸۹۳، کرنل نخستین فارغ‌التحصیل زن خود را، مری کندی براون داشت. فرماندار آینده، وزیر امور خارجه و رئیس دادگستری ایالات متحده، چارلز ایوانز هیوز، از سال ۱۸۹۱ تا ۱۸۹۳ استاد حقوق در کرنل بود و پس از بازگشت همچنان به تدریس در دانشکده حقوق به عنوان مدرس ویژه از ۱۸۹۳ تا ۱۸۹۵. کی از ساختمانهای مرکزی دانشکده حقوق، به افتخار وی نامگذاری شده‌است.

## شهرت
مدرسه حقوق کرنل در رتبه‌بندی یواس نیوز اند ورلد ریپورت ۲۰۱۹ در ایالات متحده در رتبه ۱۳ قرار گرفت کارشناسی ارشد حقوق (ال‌ال‌ام) در سال‌های ۲۰۰۶، ۲۰۰۸، ۲۰۱۰ و ۲۰۱۱ در رتبه اول قرارگرفت. در سال ۲۰۱۷، مجله حقوقی ملی رتبه چهارم کرنل را در لیست دانشکده‌های حقوقی برتر قرارداد.

## کتابخانه
کتابخانه حقوقی شامل ۷۰۰۰۰۰ کتاب و میکروفیلم و شامل متون تاریخی نادر مربوط به تاریخ حقوقی ایالات متحده است. این کتابخانه یکی از ۱۲ کتابخانه ملی برای ثبت اسناد است که به دیوان عالی ایالات متحده ارائه شده‌است. همچنین مجموعه بزرگی از نسخه‌های چاپی سوابق و خلاصه پرونده دادگاه تجدید نظر نیویورک وجود دارد. مجموعه بزرگ میکروفیلم دارای مجموعه ای از اسناد کنگره، دیوان عالی و سازمان ملل متحد و همچنین مجموعه بزرگی از مواد کمیسیون اصلاحات در قانون جهانی است. سوابق و خلاصه‌های میکروپیچ برای دیوان عالی ایالات متحده، دادگاه تجدید نظر ایالات متحده و دادگاه تجدید نظر ایالتی نیویورک نیز جمع‌آوری شده‌است. این کتابخانه همچنین مجموعه بزرگی از قوانین بین‌المللی، خارجی و تطبیقی را در خود جای داده‌است که تمرکز اصلی آن بر اتحادیه کشورهای مشترک‌المنافع و اروپا است. در کنار این، مجموعه‌هایی از حقوق بین‌الملل عمومی و حقوق تجارت بین‌المللی نیز وجود دارد. ابتکار جدید کتابخانه جمع‌آوری منابع چینی، ژاپنی و کره ای برای حمایت از برنامه کلارک دانشکده حقوق در قانون و فرهنگ شرق آسیا است.
کتابهای نادر در این کتابخانه شامل مجموعه ساموئل تورن است که ۱۷۵ مورد از ابتدایی‌ترین و نادرترین کتاب‌های قانون را در خود جای داده‌است. مجموعه‌های مهم دیگر عبارتند از: کتابخانه Nathaniel C. Moak و مجموعه Edvin J. Marshall از آثار اولیه دربارهٔ حقوق صاحبان سهام و مجموعه مطالب قانونی Earl J. Bennett، یک مجموعه چاپی از قوانین و مقررات مربوط به جلسه استعماری، سرزمینی و ایالتی اصلی. از جمله مجموعه‌های ویژه این کتابخانه می‌توان به مجموعه محاکمه‌های قرن نوزدهم، مجموعه محاکمات Donovan نورنبرگ، مجموعه برادران اسکاتسبرو، ویلیام پی و مجموعه آدل لانگستون راجرز و پروژه Declassification of شیلی اشاره‌کرد.